# Fanfare "St. Cecilia" Helden
De Fanfare "St. Cecilia" Helden is een fanfareorkest uit Helden, opgericht in 1902.

## Geschiedenis
De fanfare is in 1902 officieel opgericht als "Zang- en Muziekvereeniging St. Cecilia". Al in 1904 wordt het eerste optreden verzorgd op een muziekfeest in Reuver en in 1913 aan het eerste concours.

## Eigen muziekwerken
In 1992 is ter gelegenheid van het 90-jarige bestaan aan de Amerikaanse componist James Curnow de opdracht gegeven om een concertwerk voor fanfare in de superieure afdeling te componeren. Dit heeft geleid tot het werk Spectrum wat een scala aan gebeurtenissen van de fanfare St. Cecilia weergeeft.

## Publicaties
- CD - "Spectrum" Miragram 88047-2, 1994
- Boek - 100 jaar Fanfare St. Cecilia Helden, 2002